# Confédération Fiscale Européenne
De Confédération Fiscale Européenne (CFE), ook wel bekend als CFE Tax Advisers Europe, is een overkoepelende vereniging van Europese belastingadviseurs. De CFE verenigt leden van 30 nationale belastingadviseursorganisaties in 24 Europese landen en vertegenwoordigt meer dan 200.000 belastingadviseurs. Het Register Belastingadviseurs en de Nederlandse Orde van Belastingadviseurs waren beide in 1959 medeoprichter en zijn tot op de dag van vandaag nog steeds actief lid. Ook is de Nederlandse Vereniging van Advocaten-Belastingkundigen is lid. Al vanaf de oprichting bevindt de CFE zich in Brussel, de hoofdstad van België.
De CFE streeft ernaar bij te dragen aan de coördinatie en ontwikkeling van het belastingrecht in Europa door de unieke inzichten van de leden te delen met Europese instellingen, en om de coördinatie te bevorderen van de nationale wetten die het beroep van belastingadviseur regelen en beschermen.
Het CFE is lid van of anderszins verbonden aan de volgende fiscale platforms:
- European Commission Platform for Tax Good Governance
- EU VAT Forum
- VAT Expert Group
- Economic and Social Council of the UN
- OECD (Organisation for Economic Cooperation and Development)
- GTAP (Global Tax Advisers Platform)
- AOTCA (Asia Oceania Tax Consultants' Association)